# ヴァージニア・マッケンナ
ヴァージニア・マッケンナ（Virginia Anne McKenna, OBE、1931年6月7日 - ）は、イギリスの女優。

## 来歴・人物
ロンドン・メリルボーン出身。セントラル・スクール・オブ・スピーチ・アンド・ドラマに学ぶ。
1956年の映画『マレー死の行進/アリスのような町』で第10回英国アカデミー賞 主演女優賞（最優秀英国女優賞）を受賞した。
1966年の映画『野生のエルザ』でジョイ・アダムソンを演じて注目された。これをきっかけに、『野生のエルザ』で共演した夫で俳優のビル・トラヴァースと共に1998年に動物福祉や動物保護を目的としたボーン・フリー財団を設立、女優業の傍ら活動を行っている。

## 主な出演作品
- 怒りの海 The Cruel Sea (1953)
- 暗黒大陸/マウマウ族の反乱 Simba (1955)
- マレー死の行進/アリスのような町 A Town Like Alice (1956)
- 白い蘭 The Barretts of Wimpole Street (1957)
- ピーター・セラーズの地上最小のショウ The Smallest Show on Earth (1957)
- スパイ戦線 Carve Her Name with Pride (1958)
- メリー・ディア号の難破 The Wreck of the Mary Deare (1959)
- 野生のエルザ Born Free (1966)
- かわうそ物語 Ring of Bright Water (1969)
- 野生のポリー An Elephant Called Slowly (1970)
- ワーテルロー Waterloo (1970)
- ピーター・パン Peter Pan (1976) テレビ映画
- 美女と野獣 Beauty and the Beast (1976) テレビ映画
- 殺しに愛のバラードを The Disappearance (1977)
- 悪魔が最後にやってくる! Holocaust 2000 (1977)
- ブラッド・リンク Blood Link (1982)
- レプスキー大胆不敵/ジェネシスNo.18 Passez une bonne nuit (1990) テレビ映画
- スライディング・ドア Sliding Doors (1997)
- 鉄の枷 The Scold's Bridle (1998) テレビ映画
- Golden Years (2016)
- Ethel & Ernest (2016)

## 邦訳著書
- わたしの友だちには尻尾があった V.マッケンナ (著), 藤原英司 (翻訳) 大和書房 1972